# Jalan Besar (stacja metra)
Jalan Besar – podziemna stacja Mass Rapid Transit (MRT) w Singapurze, która jest częścią Downtown Line. Została otwarta 21 października 2017. Stacja znajduje się pod Jalan Besar, pod skrzyżowaniem z Weld Road.